# 쳄피오나트 로시 포 푸트볼루 스레디 젠신
쳄피오나트 로시 포 푸트볼루 스레디 젠신(러시아어: Чемпионат России по футболу среди женщин→러시아 여자 축구 선수권 대회, 영어: Russian Women's Football Championship)은 러시아의 가장 높은 여자 축구 리그이다. 1992년에 설립되었으며, 현재 8개 클럽이 참가하고 있다. 러시아 축구 연합이 주관하며, 하위 리그로는 페르비 디비지온 로시 포 푸트볼루 스레디 젠신이 있다.

## 진행 방식
쳄피오나트 로시 포 푸트볼루 스레디 젠신은 홈 앤 어웨이 방식의 리그전으로 진행되며 한 팀당 21경기를 치른다. 쳄피오나트 로시 포 푸트볼루 스레디 젠신에서 가장 낮은 성적을 기록한 1개 팀은 페르비 디비지온 로시 포 푸트볼루 스레디 젠신으로 강등되고, 가장 높은 성적을 기록한 2개 팀은 UEFA 여자 챔피언스리그 본선에 직행한다.

## 2019 시즌 참가 팀
- WFC 체르타노보 - 모스크바
- 쿠바노치카 크라스노다르 - 크라스노다르
- WFC CSKA 모스크바 - 모스크바
- 랴잔 VDV - 랴잔
- WFC 로코모티프 모스크바 - 모스크바
- 즈베즈다 2005 페름 - 페름
- WFC 예니세이 크라스노야르스크 - 크라스노야르스크
- WFC 토르페도 이젭스크 - 이젭스크